# 東京キリスト教学園
東京キリスト教学園（とうきょうキリストきょうがくえん）は、千葉県印西市に本部を置く日本の学校法人。東京キリスト教短期大学、日本基督神学校、共立女子聖書学院の三校が1980年に合同で設立し、現在では東京基督教大学の運営を行なっている。日本福音同盟の協力会員である。

## 沿革
- 1957年5月27日 - 学校法人日本クリスチャン・カレッヂが東京都から認可される。
- 1966年
  - 1月31日 - 学校法人東京キリスト教学園に名称変更。
  - 4月1日 - 東京キリスト教短期大学設置。
- 1980年4月1日 - 東京キリスト教短期大学、日本基督神学校、共立キリスト教研究所（共立女子聖書学院の精神を引き継ぐ）による東京キリスト教学園が成立する。（三校合同）
- 1981年4月1日 - 設置校を、東京基督教短期大学、東京基督神学校、共立基督教研究所に名称変更。
- 1989年4月1日 - 千葉県印旛郡に移転する。
- 1990年4月1日 - 東京基督教大学設立。
- 1993年3月31日 - 東京基督教短期大学を廃止。

## 歴代理事長
- 初代：安藤仲市（1980年 - 1987年）
- 第二代：吉持章（1987年 - 2004年）
- 第三代：赤江弘之（2004年 - 2012年）
- 第四代：広瀬薫（2012年 - 2020年）
- 第五代：朝岡勝（2021年 - 2023年）
- 第六代：廣橋信一（2024年 - ）

## 支援教団
- カンバーランド長老キリスト教会
- 基督聖協団
- 聖書教会連盟
- 聖書キリスト教会
- 日本アッセンブリーズ・オブ・ゴッド教団
- 日本聖約キリスト教団
- 日本長老教会
- 日本同盟基督教団(TEAM)
- 日本バプテスト教会連合
- 日本福音キリスト教会連合
- 日本福音自由教会協議会
- 日本フリーメソジスト教団
- 日本メノナイト・キリスト教会会議
- 福音交友会
- 保守バプテスト同盟